# Tokimeki Memorial Girl's Side
Tokimeki Memorial Girl's Side (ときめきメモリアル Girl's Side Tokimeki Memoriaru Girl's Side?) es un videojuego de simulación de citas orientado al público femenino publicado por Konami para la videoconsola PlayStation 2 el 20 de junio de 2002. También fue reeditado con mejoras para Nintendo DS como Tokimeki Memorial Girl's Side 1st Love el 15 de febrero de 2007 y vuelto a mejorar para esa misma portátil con el añadido de voces para los diálogos y comentarios siendo publicado bajo el título Tokimeki Memorial Girl's Side 1st Love Plus el 12 de marzo de 2009. Además, se publicó una versión para móviles en 2010. El 14 de febrero de 2024 se lanzó una remasterización para Nintendo Switch.
Sus secuelas son:
- Tokimeki Memorial Girl's Side 2nd Kiss, publicado para PlayStation 2 el 3 de agosto de 2006 y mejorado para Nintendo DS como Tokimeki Memorial Girl's Side 2nd Season siendo publicado el 14 de febrero de 2008.
- Tokimeki Memorial Girl's Side 3rd Story, salió el 24 de junio de 2010 para Nintendo DS.
- Tokimeki Memorial: Girl's Side 4th Heart, lanzado el 28 de octubre de 2021 para Nintendo Switch.

Ningún título de esta serie ha sido publicado oficialmente fuera de Japón.